# Вербицкий, Лазарь Яковлевич
Лазарь Яковлевич Вербицкий (28 мая 1905, Кривой Рог, Херсонская губерния — 3 июля 1942, Коротояк, Воронежская область) — советский художник-график.

## Биография
Родился 28 июля 1905 года в местечке Кривой Рог.
В 1929 году окончил Харьковский государственный художественный институт, учителями были С. М. Прохоров и М. С. Фёдоров.
В 1930—1934 годах руководил художественным отделом центральной газеты «Вести» в Харькове.
В 1934 году, после переноса столицы Украины в Киев, с семьёй переехали в Киев, где к началу войны сотрудничал с издательствами «Гослитиздат», «Искусство», «Молодой большевик». Сотрудничал с Владимиром Сосюрой, Александром Довженко, Максимом Рыльским, Иваном Шевченко.

### Семья
В 1930 году родился сын, будущий советский украинский композитор Леонид Вербицкий. Второй сын Виталий родился в 1940 году. Жена, Вербицкая Елена Юрьевна, во время войны была эвакуирована с двумя детьми в Чкалов (Оренбург).
С началом Великой Отечественной войны ушёл добровольцем на фронт. Воевал в 226-й стрелковой дивизии, имел воинское звание техник-интендант 2-го ранга.
3 июля 1942 года погиб в бою на фронте. Похоронен в братской могиле в cеле Коротояк (Воронежская область).

## Память
- В 1965 году в Киеве, на доме по адресу площадь Калинина 6 (ныне Площадь Независимости), была установлена памятная доска «Художники, погибшие в борьбе против немецко-фашистских захватчиков в 1941—1945 годах. Братья по искусству, вы всегда с нами»[3].
- Мемориальная доска «Вечная слава художникам, которые погибли в боях против немецко-фашистских захватчиков в Великой Отечественной войне 1941—1945 гг.» установлена в вестибюле киевского Дома художника[4].